# Biszcza (plaats)
Biszcza is een dorp in het Poolse woiwodschap Lublin, in het district Biłgorajski. De plaats maakt deel uit van de gemeente Biszcza en telt 2000 inwoners.